# Royal Caribbean Cruises
Royal Caribbean Group – amerykańskie przedsiębiorstwo, będące największym na świecie po Carnival Corporation & plc armatorem statków wycieczkowych (ang. cruise lines), zarejestrowane w Liberii, z siedzibą w Miami na Florydzie w Stanach Zjednoczonych. W dniu 31 grudnia 2014 roku przedsiębiorstwo dysponowało flotą 43 statków, mogących zabrać na pokład 105 750 pasażerów. W 2014 roku wycieczkowce należące do przedsiębiorstwa przewiozły 22 006 063 pasażerów (w tym 12 260 238 pasażerów z Ameryki Północnej i 6 535 365 z Europy). 
W skład Royal Caribbean Cruises Ltd. wchodzą następujące linie wycieczkowe (marki):
- Royal Caribbean International
- Celebrity Cruises
- Azamara Club Cruises
- Pullmantur Cruises
- CDF Croisières de France
- TUI Cruises (50%)

25 stycznia 2016 roku przedstawiciele Royal Caribbean Cruises Ltd. i World Wildlife Fund podpisali w Donsolu na Filipinach pięcioletnie porozumienie w sprawie zachowania czystości oceanów. Porozumienie określa cele w sprawie redukcji oddziaływania przedsiębiorstwa na środowisko naturalne oraz wskazuje na podniesienie świadomości w przedmiocie ochrony oceanów wśród ponad 5 milionów pasażerów Royal Caribbean Cruises Ltd.; jednocześnie wspiera wysiłki WWF na tej płaszczyźnie.